# R. Nataraja Mudaliar
Rangaswamy Nataraja Mudaliar (en tamoul : ரங்கசுவாமி நடராஜ முதலியார்) est un réalisateur et producteur de cinéma indien, né en 1885 à Vellore dans la présidence de Madras (Raj britannique) et mort le 2 mai 1971. Pionnier dans la production de films muets, il est considéré comme le père du cinéma tamoul.

## Filmographie
- 1916 : Keechaka Vadham - également acteur
- 1917 : Draupathi Vastrapahranam